# Agalinis aspera
Agalinis aspera är en snyltrotsväxtart som först beskrevs av David Douglas, och fick sitt nu gällande namn av Britt.. Agalinis aspera ingår i släktet Agalinis och familjen snyltrotsväxter. Inga underarter finns listade i Catalogue of Life.